# Kamýk (hrad)
Kamýk je zřícenina gotického hradu v okrese Litoměřice. Zřícenina se nachází na skalnatém čedičovém ostrohu v nadmořské výšce 350 metrů v katastru obce Kamýk u Litoměřic v Českém středohoří. Od roku 1964 je chráněn jako kulturní památka.

## Historie
Slovo kamýk je staročeské synonymum pro skálu. Původně tvrz byla postavena někdy na počátku 14. století na pokyn krále Jana Lucemburského Jindřichen z Kamýku. První písemná zmínka o  tvrzi pochází z roku 1319, kdy král Jan Lucemburský udělil Jindřichovi z Kamýku tvrz v dědičné léno. Jindřich z Kamýka se zde uvádí až do roku 1347. Jeho potomci jako Kamýčtí z Pokratic ztratili na tvrz Kamýk nárok. Vznik tvrze je spojována zejména s vybíráním cla při plavbě po Labi a zpočátku patrně sloužila spolu s nedalekým hradem Střekovem jakožto významný opěrný bod tehdejší královské státní moci nad labskou vodní cestou. Majitelé hradu měli manskou povinnost vůči králi.

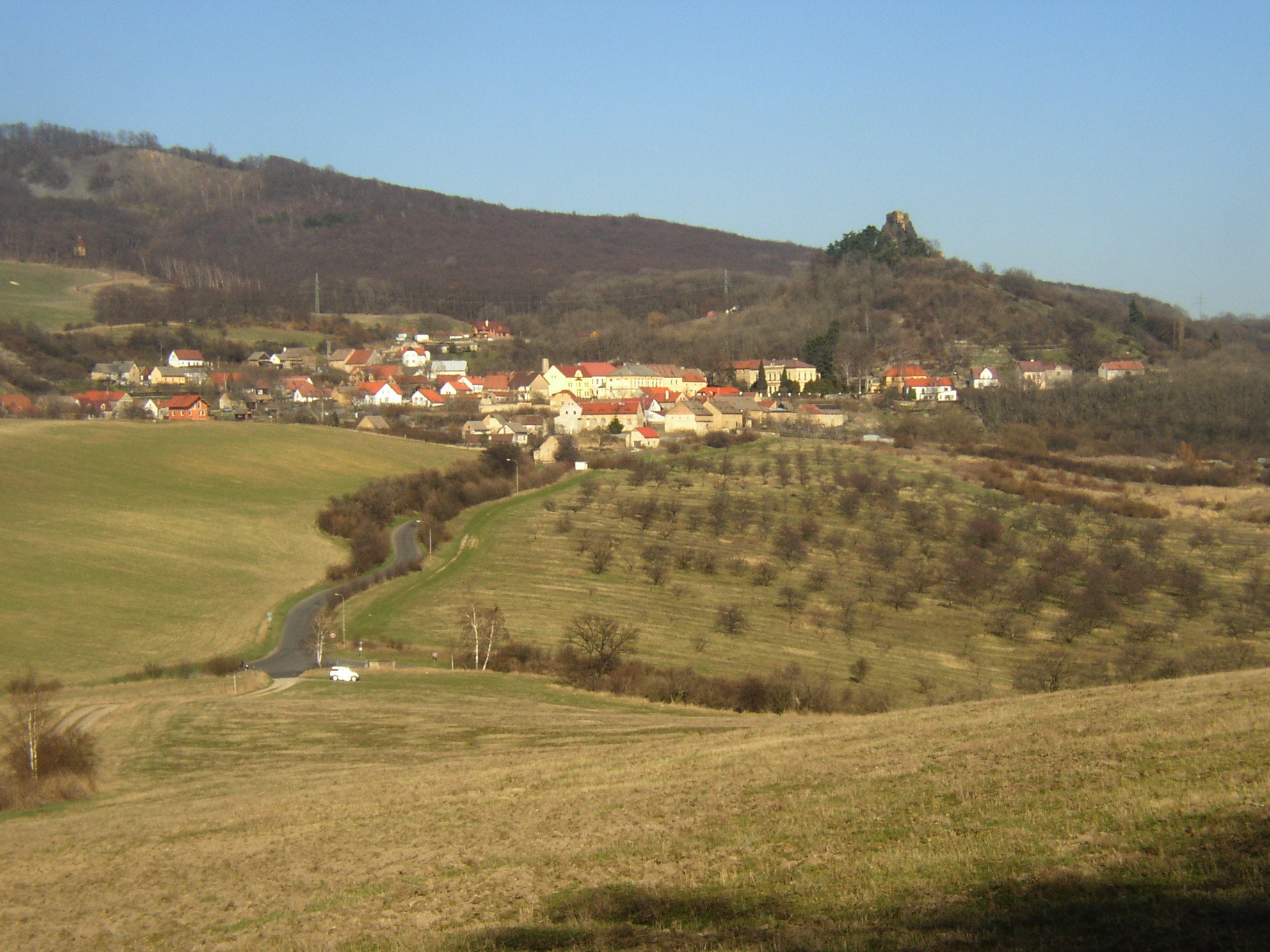
Celkový pohled na ves Kamýk s hradem od jihozápadu

Kamýčtí z Pokratic přesídlili do Pokratic a hrad připadl opět králi Karlu IV., který ho roku 1352 dal v manství jako úhradu dluhu Zbyňku Zajíci z Hazmburka. Později se v držení hradu vystřídala řada šlechticů. Hrad přežil i bouřlivé období husitských válek, kdy roku 1428 došlo ke zpustošení jeho blízkého okolí. Roku 1428 se hradu lstí zmocnilo spojené vojsko Zikmunda Děčínského z Vartenberka, Jana Smiřického ze Smiřic a Zající z Hazmburka. Hrad nakonec připadl Mikuláši Zajícovi z Hazmburka, který byl právoplatným majitelem.
Roku 1547 byl hrad opraven a rozšířen. Avšak již v roce 1600 byl opuštěn a v roce 1632 po jeho  vydrancování saskými vojsky definitivně zpustl. Na počátku 19. století navíc ještě podvakrát vyhořel.

## Stavební podoba
Hlavní hradní stavbou byla pětiboká obytná věž na vrcholu čedičového suku, který byl opevněn hradbou předhradí. K této hradbě byly při renesanční přestavbě přistavěny obytné budovy, ze kterých se na jižní straně dochovala zeď se zbytky tří částečně dochovaných obdélníkových oken.

## Přístup
Kolem hradního vrchu vede modře značená turistická trasa. Zřícenina je volně přístupná po celý rok, ale zejména výstup na nejvyšší skálu není příliš bezpečný. Z vrcholku kopce je výhled po okolí.